# Іцам-К'ан-Ак III
Іцам-К'ан-Ак III (25 травня 626— між 18 листопада та 20 листопада 686) — ахав Йокібського царства у 639—686 роках.

## Життєпис

### Боротьба із сусідами
Був сином ахава К'ініч-Йо'наль-Ака I та принцеси з держави Хіш-Віц. Народився 9.9.13.4.1, 6 Іміш 19 Соц' (25 травня 626 року). У день 9.10.6.5.9, 8 Мулук 2 Сіп (15 квітня 639 року) став новим ахавом Йокіб-К'іна. У травні того ж року його війська зазнали поразки від Яшун-Б'алама III, ахава Па'чанського царства. У 647 році поразки зазнав союзник йокібського царя — держава Хіш-Віц.
В день 9.10.15.7.6, 9 Кімі 14 У (4 квітня 648 року) Іцам-К'ан-Ак III захопив у полон якогось Яш-Ті'-Шоока. Походження того невідоме, але ця війна стала переломною в стосунках Йокібської держави з сусідами. До 653 року вдалося перемогти Па'чанське царство, яке визнало зверхність Іцам-К'ан-Ака III.
В день 9.11.1.1.16, 5 Кіб 19 Мак (14 листопада 653 року) па'чанський володар Яшун-Б'алам III прибув до двору Іцам-К'ан-Ака III і 9.11.1.2.19, 2 Каваку 2 Муваан (7 грудня 653 року) був коронований як васал Йокіба. Слідом за цим встановлено гегемонію в області Верхньої Усумасінти.
У день 9.11.6.1.8, 3 ламати 6 Кех (11 жовтня 658 року) Іцам-К'ан-Ак III здійснив обряд посвяти гробниці свого батька К'ініч-Йо'наль-Ака I. В 658 році Іцам-К'тан-Ак III зібрав своїх васалів (Па'чан, Шукальнаах, Ак'є, К'ан) для участі в церемонії взяття «ко'хава».
В цей же час Іцам-К'ан-Ак III втрутився у війну між Канульським та Баакульським царствами на боці першого. У 662 році брав участь у великому поході канульського калоомте Йукноом-Ч'еєна ІІ. Спільні війська Іцам-К'ан-Ака III і Йукноом-Ч'еєна ІІ 9.11.9.8.11, 4 Чувен 14 Кумк'у (15 лютого 661 року) розбили невідомого противника, на наступний день розгромили царство Вабе'.
У 662—663 роках Баакуль перейшов у наступ проти Іцам-К'ан-Ака III. В день 9.11.12.5.13, 12 Бен 1 Муваан (3 грудня 664 року) останній захопив у полон ахава Вабе'.
наприкінці 660-х років Іцам-К'тан-Ак III брав участь в двох успішних війнах. Перемога, здобута в день 9.11.16.7.14, 11 Іш 2 Паш (23 грудня 668 року) була доволі істотна, проте достеменно невідоме над ким. За однією з версією, це було Сакц'і. В день 9.11.16.11.6, 5 Кімі 9 За (5 березня 669 року) Іцам-К'ан-Ак III полонив якогось володаря Ак'є, васала держави Сакц'і. В результаті було встановлено контрольнад областю Середньої Усумасінти.
В день 9.12.13.4.3, 2 Акбаль 6 Моль (16 липня 685 року) Іцам-К'ан-Ак III здійснив ритуал одягання «накидки» і «ко'хава». Ця церемонія відбувалася в присутності «слуги» канульского правителя Йукноом-Ч'еєна II. Вважається, що воно свідчить про те, що Іцам-К'ан-Ак III підтвердив свій васалітет по відношенню до Кануля.

### Будівництво
Акцент монументального будівництва в столиці було зміщено з південної на північну частину міста. Так, піраміду К-5 розширюють, а біля її основи встановлюють 2 стели. На вершині цієї піраміди була знайдена панель 7, що датується часом близько 677 року. Втім сьогодні цей монумент сильно пошкоджено, колись на ньому описувалися відносини Йокіба з Хіш-Віцем.

### Смерть ахава
У листопаді 686 року стан здоров'я Іцам-К'тан-Ака III погіршився. У день 9.12.14.10.11, 9 Чувен 9 Канкін (16 листопада 686 року) був здійснений передвесільний обряд за участю Іш-Вінакхааб'-Ахав, царівни з Наманського царства, яка повинна була стати дружиною йокібського спадкоємця Ч'ок-Коха.
Помер всього через кілька днів після цієї церемонії. На кількох пам'ятниках наводяться різні дати його смерті: 9.12.14.10.13, 11 Бен 11 К'анк'ін (18 листопада 686 року), 9.12.14.10.14, 12 Іш 12 К'анк'ін (19 листопада 686 року) і 9.12.14.10.15, 13 Мен 13 К'анк'ін (20 листопада 686 року). Поховання відбулося 9.12.14.11.1, 6 Іміш 19 К'анк'ін (26 листопада 686 року).